# Сухаревський Вадим Олегович
Вади́м Оле́гович Сухаре́вський (псевдо: «Борсук»; нар. 6 жовтня 1984, Берегове, Закарпатська область, УРСР) — український військовик, полковник, заступник командувача оперативного командування «Схід».
Колишній командувач Сил безпілотних систем ЗСУ (2024—2025), заступник Головнокомандувача ЗСУ (2024), командир 59-ї мотопіхотної бригади (2022—2024), начальник штабу 35-ї бригади морської піхоти (2021—2022), командир 503-го батальйону морської піхоти (2016—2021), до того — військовослужбовець десантних військ.
Перший офіцер Збройних сил України, під чиїм командуванням відкрито вогонь на ураження російських бойовиків. Герой України (2022).

## Життєпис
Народився 6 жовтня 1984 року в Береговому Закарпатської області. Закінчив Мукачівський ліцей з посиленою військово-фізичною підготовкою. Попри відсутність підтримки з боку батьків, виявив свідоме бажання вступити до Збройних сил України.
Проходив строкову службу у м. Хирів у складі розвідувального підрозділу 80-го аеромобільного полку. Протягом всього періоду строкової служби активно залучався до заходів бойової підготовки, у тому числі брав учать у міжнародних навчаннях.
З лютого по жовтень 2004 року у складі 6-ї окремої механізованої бригади брав участь у Миротворчій місії в Іраку у складі коаліційних сил під проводом США. Учасник битви за Ель-Кут, із бойовиками Армії Магді, під час якої українські сили відстояли об'єкти у провінції Васіт, які були передані під їхню охорону. Пізніше Сухаревський стверджував, що цей досвід сформував його як людину.
У 2005 році вступив на перший курс факультету аеромобільних військ Одеського інституту Сухопутних військ.
2009 року закінчив Львівський інститут Сухопутних військ Львівської політехніки за спеціальністю «Бойове застосування та управління діями аеромобільних підрозділів».
У 2011 році — старший лейтенант, командир аеромобільної роти 80-го аеромобільного полку. Командир полку Віктор Копачинський відзначив Сухаревського як одного з двох найкращих командирів рот полку.

### Російсько-українська війна
8 березня 2014 року дістав завдання на загрузку особового складу у військово-транспортні літаки Іл-76 та виліт до прикордонних районів з метою недопущення введення військ РФ на територію України. 80-ту аеромобільну бригаду, де служив Сухаревський, залучили до охорони кордонів Харківської, Сумської, Чернігівської областей, а також Луганського міжнародного аеропорту.
13 квітня 2014 року взяв участь у бою біля Семенівки, першому бою війни на Донбасі. Проросійські диверсанти атакували місце наради керівників СБУ та офіцерів спецпідрозділу СБУ «Альфа», поруч з яким був розташований підрозділ Сухаревського. На місці загинув капітан СБУ Геннадій Біліченко, двох офіцерів поранено. Сухаревський, який мав на той час звання старшого лейтенанта, всупереч наказу старшого начальника «не відкривати вогонь» наказав обстріляти з кулемета бронетранспортера групу російських бойовиків. Сухаревський віддав наказ висуватися вперед і зайняв місце стрільця, аби взяти на себе відповідальність за дії роти. Цим він фактично врятував групу бійців спецпідрозділу СБУ «Альфа».
Пізніше підрозділ Вадима Сухаревського розмістили в таборі біля міста Ізюм. Там вояки виконували завдання з блокування бойовиків у Слов'янську, ведення розвідки та здійснення штурмових дій блокпостів противника. Вважається, що російські та проросійські бойовики не очікували організованого спротиву через багаторічну кампанію з підриву боєздатності української армії за допомогою агентурної мережі та політичного впливу. Це підтверджують спогади Сухаревського:

| Перший полонений, якого ми взяли під Слов’янськом в 2014 році, спитав нас, хто ми. А коли почув, що службовці десантно-штурмових військ, здивувався: “Звідки ви взялися? Нам сказали, що вас не існує”. |
| — Вадим Сухаревський |

У липні 2014 року загін разом із батальйоном «Айдар» відбив атаку переважаючих сил противника на село Георгіївка біля Луганська, захистивши шляхи комунікації ЗСУ.
У серпні 2014 року підрозділ Сухаревського, спільно із ротою 95-ї аеромобільної бригади, здійснили рейдові дії, в ході чого було звільнено 7 населених пунктів, серед яких Новосвітлівка та Хрящувате, «роз'єднавши» маріонеткові ЛНР та ДНР. 17 серпня в ході бойового зіткнення зазнав поранення в ногу та контузію від вибуху гранати у боях під Красним, ще три кулі влучили в бронежилет.
Після лікування та проходження реабілітації був запрошений в підрозділ СБУ «Альфа», але повернувся до «сектору А», де командував зведеною аеромобільною ротою.
2016 року закінчив навчання в Національному університеті оборони України.
У 2016 році був призначений командиром 1-го батальйону 36-ї бригади морської піхоти. З огляду на незадовільний стан батальйону провів оновлення особового складу, почав процес технологічної та організаційної модернізації підрозділу та заклав основи розвитку його власної ідеології. Восени 2016 року після тренувань та кадрових оновлень батальйон зміг пройти зведеною колоною понад 250 км по другій лінії оборони в зоні проведення ООС.
Виконував завдання на Маріупольському напрямку в так званій «сірій зоні». На різних напрямках, в ході успішних наступальних дій, змусив відступити російські окупаційні війська на 4 км від Маріуполя. Зробив великий внесок у звільнення села Водяне та взяття висоти «Дєрзкая».
З 2016 року використовував дрони у повсякденній військовій діяльності. Вважається першим українським військовим, який коригував хід бою з квадрокоптера. За спогадами Сухаревського, саме тоді він почав усвідомлювати стратегічну цінність безпілотних апаратів в умовах сучасної війни:

| Починаючи з кінця 2016 року, жоден міномет під моїм командуванням не стріляв без коригування з дронів. Інформація по позиціях противника оновлювалася мінімум двічі на тиждень, і ми ефективно відсували лінію розмежування від Маріуполя. |
| — Вадим Сухаревський |

У 2017 році був призначений командиром 503-го окремого батальйону морської піхоти. Здобув право на носіння берету морського піхотинця, пройшовши відповідну смугу морського піхотинця.
У червні 2020 року отримав звання підполковника.
У 2021 році став начальником штабу 35-ї окремої бригади морської піхоти імені контрадмірала Михайла Остроградського. У лютому 2022 року призначений командиром 59-ї окремої мотопіхотної бригади імені Якова Гандзюка.

### Російське вторгнення 2022 року
18 червня 2022 року нагороджений званням Героя України, на той час мав звання полковника. У серпні того ж року Сухаревський очолив наступ на ділянці фронту між Миколаєвом і Херсоном, його підрозділи одні з перших почали контрнаступальні дії, увійшли в Херсонську область та звільнили чотири населенних пункти.
9 листопада 2022 року бригада Сухаревського зайняла село Зелений Гай, завдяки чому Херсон став досяжний для артилерії ЗСУ. 14 листопада 2022 року разом із 30 підлеглими бійцями полковник був запрошений здійняти національний прапор у звільненому Херсоні у присутності Президента України Володимира Зеленського.
10 лютого 2024 року Вадим Сухаревський був призначений заступником Головнокомандувача ЗСУ з питань застосування безпілотних систем. Пропозицію обійняти цю посаду йому зробили представники Офіса Президента України і особисто Президент України Володимир Зеленський.
10 червня 2024 року Сухаревського призначено командувачем Сил безпілотних систем ЗСУ наказом Міністра оборони України Рустема Умєрова. Його завданням стали переформатування та систематизація чинних алгоритмів застосування безпілотних апаратів ЗСУ, а також забезпечення спроможності нового роду військ виконувати завдання відповідно до військової доктрини України: збереження життя особового складу ЗСУ; ведення асиметричної війни; підсилення чинних спроможностей ЗСУ; безпосередня зустріч ворога на полі бою в першу чергу дронами; забезпечення базису для побудови технологічної армії.
Серед ключових пріоритетів, що стоять перед Сухаревським на посаді командувача СБС — підвищення ефективності ураження противника за допомогою безпілотних апаратів, зокрема через адаптацію існуючих стратегій та тактик та оновлення управлінських підходів.
За словами Сухаревського, процес створення Сил безпілотних систем став історичним явищем, значущість якого можна порівняти лише з появою авіації, і робота, зроблена Україною в цьому напрямку в умовах повномасштабного вторгнення, є об'єктом прискіпливої уваги з боку інших країн.
У 2024 році здобув науковий ступінь магістра за спеціальністю «Право» в рамках однойменної освітньої програми Національного юридичного університету імені Ярослава Мудрого.[джерело?]
У червні 2024 року Сухаревський повідомив, що було знайдено альтернативу системі супутникового зв'язку Starlink для роботи безпілотних апаратів в акваторії біля тимчасово окупованого Криму. Також він анонсував, що до кінця 2024 року буде налагоджено системну роботу наземних роботизованих комплексів.
16 грудня 2024 полковник Сухаревський заявив, що Україна є п'ятою країною в світі, яка має лазерну зброю такої потужності, щоб на висоті понад 2 км збити літак. Також він додав, що сили безпілотних систем почали застосовувати так звані дрони-матки, носії FPV, з глибиною занесення понад 70 км. Вони несуть 2 FPV під собою і виступають ретранслятором та вражають глибинні об'єкти противника.
3 червня 2025 року Вадима Сухаревського звільнено з посади командувача Сил безпілотних систем та призначено заступником командувача оперативного командування «Схід».

## Нагороди
- Звання Герой України з врученням ордена «Золота Зірка» (18 червня 2022) — за особисту мужність і героїзм, виявлені у захисті державного суверенітету та територіальної цілісності України[36][23]
- Орден Богдана Хмельницького II ст. (2 грудня 2016) — за особистий внесок у зміцнення обороноздатності Української держави, мужність, самовідданість і високий професіоналізм, виявлені під час виконання військового обов'язку, та з нагоди Дня Збройних Сил України[37]
- Орден Богдана Хмельницького III ст. (19 липня 2014) — за особисту мужність і героїзм, виявлені у захисті державного суверенітету та територіальної цілісності України[38][39]
- Орден «За мужність» II ст. (14 квітня 2023) — за особисту мужність, виявлену у захисті державного суверенітету та територіальної цілісності України, самовіддане виконання військового обов'язку[40]
- Орден «За мужність» III ст. (4 грудня 2020) — за особисті заслуги у зміцненні обороноздатності Української держави, мужність і самовіддані дії, виявлені у захисті державного суверенітету та територіальної цілісності України, зразкове виконання військового обов'язку[41]
- Орден «Народний Герой України» (2 серпня 2015)

### Визнання
- У жовтні 2022 року увійшов до списку 25 найвпливовіших українських військових від НВ.[42]
- У серпні 2024 увійшов до сотні найвпливовіших українців за версією NV, посівши 12 місце.[43]

## Сім'я
Дружина оперна співачка та бандуристка з Чернігова Юлією Сухаревською[сторінка?]. Має доньку та сина.

## Інше
Брав участь у зйомці музичного кліпа групи Kozak System — гурт створив пісню «Бачиш — Їб@ш» про 59-ту окрему мотопіхотну бригаду імені Якова Гандзюка з Вінниччини. Назва пісні походить від «гасла» загалом бригади та її комбрига, Вадима Сухаревського, зокрема.
Одна з вулиць в його рідному місті Берегове на Закарпатті носить ім'я Сухаревського.
Під час мешкання в місті Маріуполі до моменту окупації міста військами РФ у 2022 році, брав участь в проєкті розвитку ініціативної молоді в школах «Академія лідерства».
Захоплення — рольові відеоігри, зокрема Stalker 2: Heart of Chornobyl також є фанатом світу Warhammer Fantasy. Має розряд з дайвінгу.

### Інтерв'ю
- Serg Marco, Луганский аэропорт — аэропорт, которого не было(рос.) // Петро і Мазепа, 22 липня 2015
- Serg Marco, Сбитый ИЛ: Вадим Сухаревський(рос.) // Петро і Мазепа, 18 жовтня 2015
- Лилия Рагуцкая, Враг предлагал мне миллион за свободу(рос.) // obozrevatel.com, 2 березня 2018
- Лилия Рагуцкая, Рискуя жизнью, нам звонили из оккупации и умоляли вернуться(рос.) // obozrevatel.com, 6 березня 2018
- Діана Славінська, Вадим Сухаревський, командувач Сил безпілотних систем // Укрінформ, 27 серпня 2024

### Відео
- Легендарний морпіх Сухаревський: я пишаюся нашими Збройними силами // 5 канал, 6 грудня 2016
- Інтерв'ю з комбатом Вадимом Сухаревським // ТРК «Бриз», 18 квітня 2017
- Перший бій майора Сухаревського // ТРК «Бриз», 13 травня 2017
- Вадим Сухаревський БУДЕМО ЖИТИ ІІІ сезон 5 програма // Армія TV, 1 жовтня 2017
- Комбат Сухаревський: "Полонений питав: «Звідки ви взялися? Нам сказали, що армії в Україні немає». // Юрій Бутусов, 5 грудня 2019
- Комбат Сухаревський про «дорогу життя» в Луганський аеропорт, битвах за Георгіївку і на кордоні з РФ // Юрій Бутусов, 12 грудня 2019
- Командир 59 окремої мотопіхотної бригади імені Якова Гандзюка, Герой України Вадим Сухаревський // Укрінформ, 17 серпня 2022
- Герой України Вадим Сухаревський Важливо дати людям відчути смак перемоги // Front 18, 27 березня 2023
- Герой України Сухаревський «Жалкую, що куля не влучила в Гіркіна» Ремовська Інтерв'ю // Суспільне Новини, 17 серпня 2023
- ПЕРШИМ в історії ЗНИЩ*В р0с1ян / звільнення ДОНЕЦЬКА / ЄВРОМАЙДАН врятував ЗСУ / місія в ІРАКУ // Бомбардир, 18 квітня 2024